# Pattaya United FC
Pattaya United Football Club (Thai: สโมสรฟุตบอลพัทยา ยูไนเต็ด) is een Thaise voetbalclub uit de stad Pattaya in de provincie Chonburi. De club werd opgericht in 2008. De grootste rivalen van Pattaya United zijn Chonburi FC en Sriracha FC. Tot 2009 heette de club Coke-Bangpra Chonburi FC.

## Geschiedenis

### Coke-Bangpra Chonburi FC
De club werd in 2008 opgericht al Coke-Bangpra Chonburi FC. Bangpra staat voor de commune waar hun stadion plaats heeft. De club bengelde in de provinciale reeksen van Thailand tot 2007, wanneer het promoveerde naar de Thai Premier League. Ze eindigden 11de in hun debuutseizoen.

### Pattaya United FC
In 2009 verhuisde het naar Pattaya en het veranderde dan ook zijn naam naar Pattaya United FC. Ook in 2009 eindigde het 11de.

## Bekende (oud-)spelers
- Júnior Negrão
- Randy Rustenberg